# Idaea purpurea
Idaea purpurea là một loài bướm đêm trong họ Geometridae.